# Vishnu Purana
Le Vishnu Purana (Viṣṇu purāṇa, sanskrit : विष्णुपुराण) est l'un des dix-huit Mahapuranas, un genre de textes anciens et médiévaux de l'hindouisme. Il s'agit d'un texte Pancharatra important dans le corpus littéraire du vaishnavisme,.
Les manuscrits de Vishnu Purana ont survécu jusqu'à l'ère moderne dans de nombreuses versions,,. Plus que tout autre Purana majeur, le Vishnu Purana présente son contenu au format Pancalaksana – Sarga (cosmogonie), Pratisarga (cosmologie), Vamśa (généalogie des dieux, des sages et des rois), Manvantara (cycles cosmiques) et Vamśānucaritam (légendes pendant l'époque de divers rois),,.
Certains manuscrits du texte se distinguent par le fait qu'ils n'incluent pas de sections trouvées dans d'autres Puranas majeurs, tels que ceux sur les Mahatmyas et les guides touristiques en pèlerinage. Toutefois, certaines versions incluent des chapitres sur les temples et les guides de voyage vers les sites de pèlerinage sacrés,.
Le texte est également remarquable. C'est le premier Purana à avoir été traduit et publié en 1840, par HH Wilson, sur la base des manuscrits alors disponibles, rendant accessibles les Puranas,.
Le Vishnu Purana fait partie des textes Purana les plus courts, avec environ 7 000 versets dans les versions existantes,. Il se concentre principalement sur le dieu hindou Vishnu et ses avatars tels que Krishna. Mais il fait aussi l'éloge de Brahma et Shiva et affirme qu'ils dépendent de Vishnu. Le Purana, déclare Wilson, est panthéiste et les idées qu'il contient, comme les autres Puranas, reposent sur les croyances et les philosophies védiques.
Vishnu Purana, comme tous les principaux Puranas, attribue son auteur au sage Veda Vyasa. Le ou les auteurs réels et la date de sa composition sont inconnus et contestés. Les estimations de sa composition vont de 400 à 900 de notre ère. Le texte a probablement été composé et réécrit en couches sur une importante période, prenant peut-être des racines dans des textes anciens du 1er millénaire avant notre ère qui ne nous sont pas parvenus. Le Padma Purana classe Vishnu Purana comme un Sattva Purana (Purana qui représente la bonté et la pureté).

## Date de composition

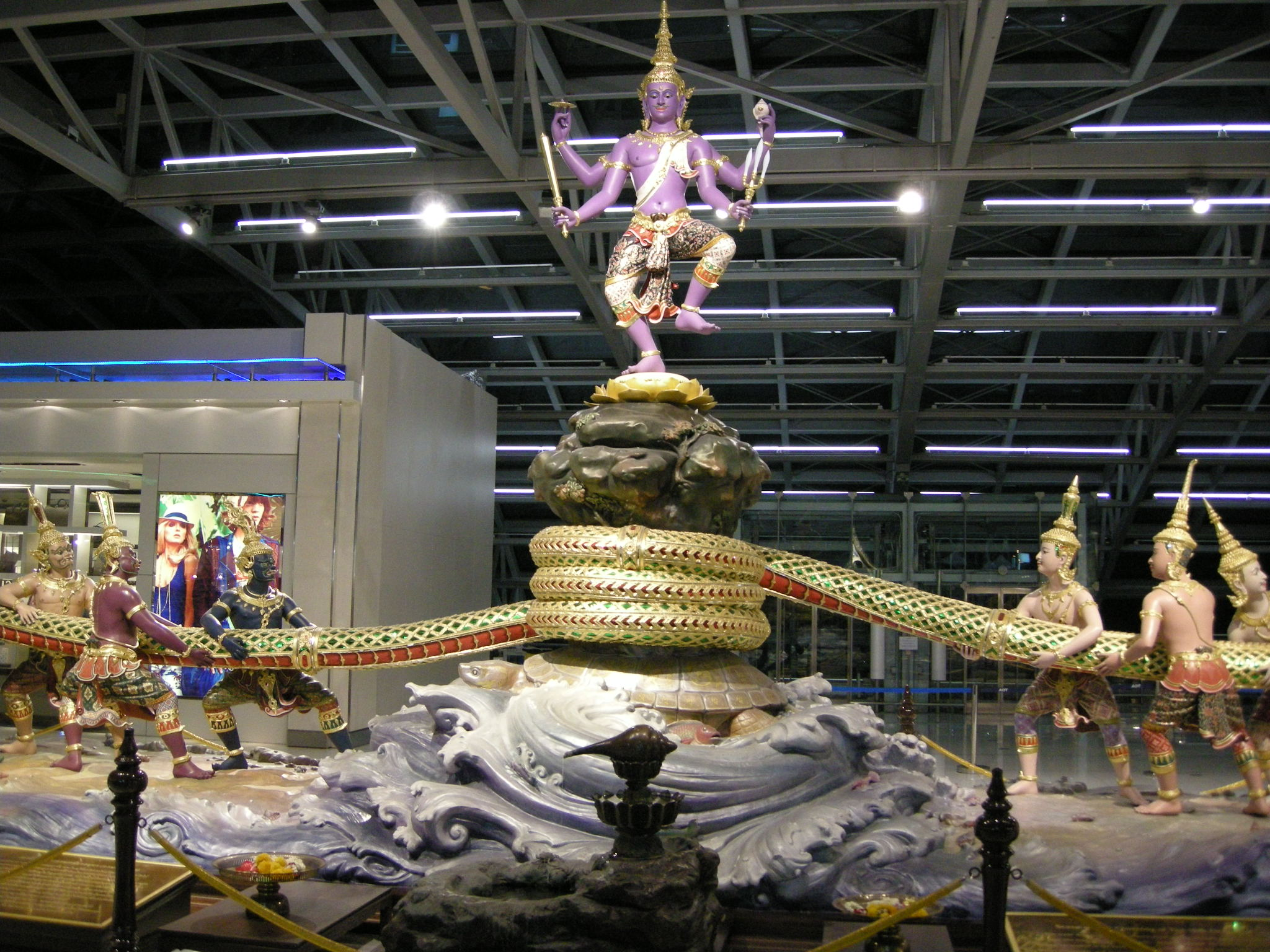
Samudra Manthanam représenté dans la sculpture ci-dessus est décrit dans le Vishnu Purana. Aéroport Suvarnabhumi de Bangkok

La date de composition de Vishnu Purana est inconnue et contestée, les estimations étant largement en désaccord. Certaines dates proposées pour la première version  de Vishnu Purana par divers érudits incluent :
- Vincent Smith (1908) : entre 400 et 300 avant notre ère[9] ;
- CV Vaidya (1925) : ~ 9e siècle[9] ;
- Moriz Winternitz (1932) : peut-être au début du 1er millénaire, mais, ajoute-t-il, "il n'est pas plus possible d'attribuer une date précise au Vishnu Purana qu'à tout autre Purana"[9] ;
- Rajendra Chandra Hazra (1940) : entre 275 et 325 de notre ère[9] ;
- Ramachandra Dikshitar (1951) : entre 700 et 300 avant notre ère[9] [19] ;
- Roy (1968) : après le IXe siècle[9] ;
- Horace Hayman Wilson (1864) : acte que la tradition évoque un texte du 1er millénaire avant notre ère et que le texte a des racines dans la littérature védique ; mais après son analyse, il a suggéré que les manuscrits existants pourraient dater du XIe siècle[9],[20] ;
- Wendy Doniger (1988) : c. 450 de notre ère[21].

Rocher déclare que « la date du Vishnu Purana est aussi contestée que celle de tout autre Purana. Les références à Vishnu Purana dans des textes tels que Brihadvishnu dont les dates sont mieux établies, déclare Rocher, suggèrent qu'une version de Vishnu Purana existait vers 1000 de notre ère, mais on ne sait pas dans quelle mesure les manuscrits existants reflètent les révisions ayant eu cours pendant les deux millénaires qui l'ont précédé,. Vishnu Purana, comme tous les Puranas, a une chronologie compliquée. Dimmitt et van Buitenen déclarent que chacun des Puranas, y compris le Vishnu Purana, est de style encyclopédique et qu'il est difficile de déterminer quand, où, pourquoi et par qui ils ont été écrits.

« Tels qu’ils existent aujourd’hui, les Puranas constituent une littérature stratifiée. Chaque œuvre intitulée est constituée de matériaux qui se sont développés par de nombreuses accumulations au cours des époques historiques successives. Ainsi, aucun Purana n’a une seule date de composition. (...) C'est comme s'il s'agissait de bibliothèques auxquelles de nouveaux volumes étaient continuellement ajoutés, pas nécessairement au bout du rayon, mais de manière aléatoire. »

— Cornelia Dimmitt et J. A. B. van Buitenen, Classical Hindu Mythology: A Reader in the Sanskrit Puranas
La plupart des manuscrits existants ont été écrits sur des feuilles de palmier ou copiés à l'époque coloniale de l'Inde britannique, certains au XIXe siècle,. L'érudition sur Vishnu Purana et d'autres Puranas a souffert de cas de contrefaçons, déclare Ludo Rocher, où les libertés dans la transmission des Puranas étaient normales et où ceux qui copiaient des manuscrits plus anciens remplaçaient des mots ou ajoutaient du nouveau contenu pour correspondre à la théorie selon laquelle les érudits coloniaux étaient passionnés par la publication,.

## Structure
Le texte existant comprend six amsas (parties) et 126 adhyayas (chapitres). La première partie comprend 22 chapitres, la deuxième partie comprend 16 chapitres, la troisième partie comprend 18 chapitres et la quatrième partie comprend 24 chapitres. Les cinquième et sixième parties sont la partie la plus longue et la plus courte du texte, comprenant respectivement 38 et 8 chapitres,.
La tradition textuelle prétend que le Vishnu Purana original contenait 23 000 versets, mais les manuscrits survivants n'en contiennent qu'un tiers, soit environ 7 000 versets. Le texte est composé de vers métriques ou sloka, dans lesquels chaque vers comporte exactement 32 syllabes, dont 16 syllabes dans le vers peuvent être de style libre selon les normes littéraires anciennes.
Le Vishnu Purana est une exception dans la mesure où il présente son contenu au format Pancalaksana lié au culte de Vishnu – Sarga (cosmogonie), Pratisarga (cosmologie), Vamsa (généalogie mythique des dieux, des sages et des rois), Manvantara (cycles cosmiques), et Vamsanucaritam (Légendes à l'époque de divers rois),,. C'est rare, déclarent Dimmitt et van Buitenen, car seulement 2 % du corpus de la littérature puranique connue concerne ces cinq articles de Pancalaksana, et environ 98 % concernent un large éventail de sujets encyclopédiques.

### Premier Amsa: Cosmologie
La première Amsha (partie) de Vishnu Purana présente la cosmologie, traitant de la création, du maintien et de la destruction de l'univers. La mythologie, déclare Rocher, est tissée avec les théories évolutionnistes de l'école Samkhya de philosophie hindoue.
Le dieu hindou Vishnu est présenté comme l'élément central de la cosmologie de ce texte, contrairement à certains autres Puranas où Shiva ou Brahma ou la déesse Shakti sont mis en avant. Le respect et le culte de Vishnu sont décrits dans 22 chapitres de la première partie comme moyen de libération, ainsi que l'utilisation abondante des noms synonymes de Vishnu tels que Hari, Janardana, Madhava, Achyuta, Hrishikesha et d'autres,. Les chapitres 1.16 à 1.20 du Vishnu Purana présentent la légende du compatissant et dévot de Vishnu Prahlada et sa persécution par son père roi démon Hiranyakasipu, dans lequel Prahlada est finalement sauvé par Vishnu lorsque l'avatar Narashima de Vishnu tue Hiranyakashipu,. Cette histoire se retrouve également dans d’autres Puranas.
Vishnu est décrit dans le premier livre de Vishnu Purana comme, traduit Wilson, tous les éléments, toute matière dans le monde, l'univers entier, tous les êtres vivants, ainsi que l'Atman (le moi intérieur, l'essence) au sein de chaque être vivant, de la nature, de l'intellect., l'ego, l'esprit, les sens, l'ignorance, la sagesse, les quatre Vedas, tout ce qui est et tout ce qui n'est pas,.

### Deuxième Amsa: la Terre
La deuxième partie du texte décrit sa théorie de la terre, des sept continents et des sept océans . Il décrit le mont Meru, le mont Mandara et d'autres montagnes majeures, ainsi que le Bharata Varsha (littéralement, le pays de Bharata) avec ses nombreuses rivières et sa population diversifiée,. Les sept continents sont nommés Jambu, Plaksha, Salmala, Kusha, Krauncha, Saka et Pushkara, chacun entouré de différents types de liquides (eau salée, eau douce, vin, jus de canne à sucre, beurre clarifié, yaourt liquide et lait),.
Cette partie du Vishnu Purana décrit les sphères au-dessus de la Terre, les planètes, le Soleil et la Lune. Quatre chapitres (2.13 à 2.16) du deuxième livre du texte présentent les légendes du roi Bharat, qui abdique de son trône pour mener la vie d'un Sannyasi, ce qui est similaire aux légendes trouvées dans la section 5.7 à 5.14 du Bhagavata Purana. La géographie du mont Mandara à l'est du mont Meru, présentée dans ce livre et dans d'autres Puranas, déclare Stella Kramrisch, peut être liée au mot Mandir ( temple hindou) et à la raison de sa conception, « image, but et destination. »

### Troisième Amsa: le temps
Les premiers chapitres du troisième livre du Vishnu Purana présentent sa théorie des Manvantaras, ou Manus-ages (chacun d'une durée de 306,72 millions d'années),. Ceci repose sur la croyance hindoue selon laquelle tout est cyclique et que même le Yuga (ère, âges) commence, mûrit puis se dissout. Six manvantaras, déclare le texte, se sont déjà écoulés et l'âge actuel appartient au septième. À chaque époque, affirme le texte, les Vedas sont classés en quatre, ils sont contestés, et cela s'est déjà produit vingt-huit fois. A chaque fois, un Vyasa Veda  apparaît et il organise assidûment la connaissance éternelle, avec l'aide de ses élèves,.

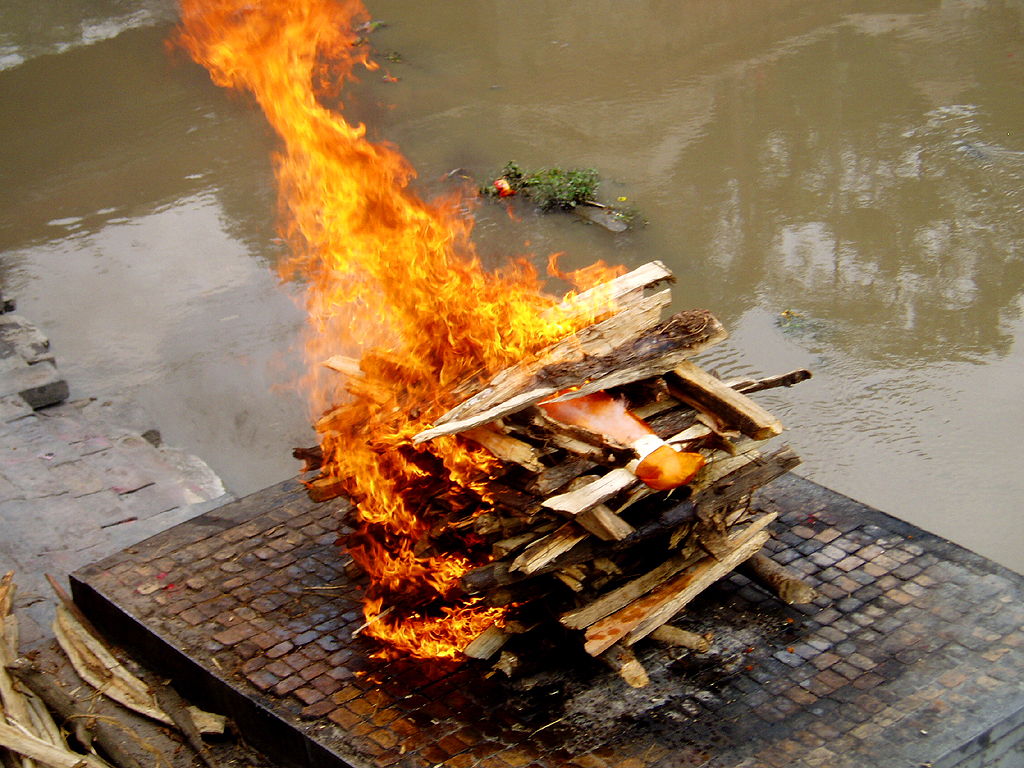
Le Vishnu Purana comprend plusieurs chapitres du livre 3 sur les rites de passage de la naissance à la mort. Sont inclus des chapitres sur les rites de crémation (ci-dessus).

Après avoir présenté l'émergence des écoles védiques, le texte présente les devoirs éthiques des quatre Varnas au chapitre 2.8, les quatre Ashrama (étapes) de la vie de chaque être humain au chapitre 2.9, les rites de passage incluant les rituels de mariage aux chapitres 2.10 à 2.12, et Shraddha (rites ancestraux) dans les chapitres 2.13 à 2.16,.
Le Vishnu Purana affirme que les brahmanes devraient étudier les Shastras, adorer les dieux et effectuer des libations au nom des autres, les Kshatriya devraient entretenir les armes et protéger la terre, les Vaishya devraient se lancer dans le commerce et l'agriculture, tandis que les Shudra devraient subsister grâce aux bénéfices du commerce, de l'entretien d'autres varnas et par le travail mécanique,. Le texte affirme que les devoirs éthiques de tous les Varnas sont de faire du bien aux autres, de ne jamais abuser de qui que ce soit, de ne jamais se livrer à des calomnies ou à des mensonges, de ne jamais convoiter la femme d'autrui, de ne jamais voler les biens d'autrui, de ne jamais avoir de mauvaise volonté envers qui que ce soit, de ne jamais battre ou tuer. tout être humain ou être vivant,. Soyez diligent au service des dieux, des sages et du gourou, affirme le Purana, et recherchez le bien-être de toutes les créatures, de vos propres enfants et de votre propre âme,. Quiconque, quel que soit son varna ou son étape de la vie, qui vit selon les devoirs ci-dessus est le meilleur adorateur de Vishnu, affirme le Vishnu Purana,. Des déclarations similaires sur les devoirs éthiques de l'homme se trouvent dans d'autres parties du Vishnu Purana.
Le texte décrit au chapitre 2.9 les quatre étapes de la vie en tant que Brahmacharya (Étudiant), Grihastha (Maître de maison), Vanaprastha (Retraite) et Sannyasa (Renonciation, Mendiant) . Le texte reprend les devoirs éthiques dans ce chapitre, traduit Wilson,. Les chapitres sur Shraddha (Rites For Ancestors) décrivent les rites associés à un décès en famille, la préparation du cadavre, sa crémation et les rituels après la crémation.
Le troisième livre se termine avec la Légende de Vishnu, à travers Mayamoha, aidant les Devas à vaincre les Asuras, en enseignant aux Asuras des doctrines hérétiques qui nient les Vedas, qui déclarent leur mépris pour les Vedas, ce qui les rend faciles à identifier et ainsi à vaincre,.

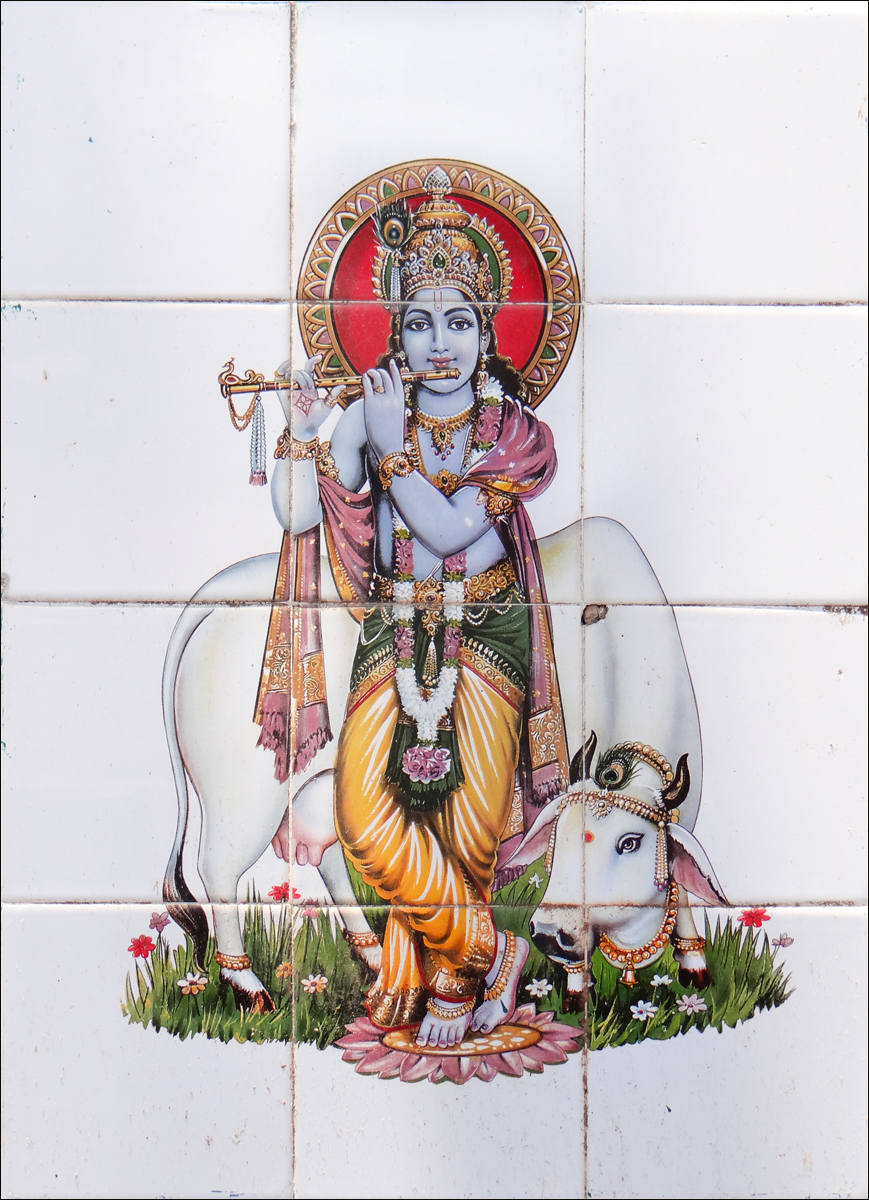
La partie la plus longue du Vishnu Purana est dédiée à la légende de Krishna (ci-dessus).

### Quatrième Amsa: Dynasties
Le quatrième livre du texte, en 24 longs chapitres, présente les dynasties royales, en commençant par Brahma, suivies des dynasties solaires et lunaires, puis celles sur terre au fil des Yugas (ères), avec Pariksit affirmé comme le « roi actuel ,,. » Le texte comprend les légendes de nombreux personnages tels que Shaubhri, Mandhatri, Narmada, le sage Kapila, Rama, Nimi, Janaka, Satyavati, Puru, Yadu, Krishna, Devaka, Pandu, Kuru, Bharata, Bhisma et d'autres.

### Cinquième Amsa: Krishna
Le cinquième livre du Vishnu Purana est le plus long, avec 38 chapitres,,. Il est dédié à la légende de Krishna, une incarnation de Vishnu. Le livre commence par l'histoire de la naissance de Krishna, ses farces et jeux d'enfance, ses exploits, son objectif de mettre fin à la tyrannie du roi démon-tyran de Mathura, nommé Kamsa,,.
L'histoire de Krishna dans le Vishnu Purana est similaire à sa légende dans le Bhagavata Purana, dans plusieurs autres Puranas et dans le Harivamsa du Mahabharata. Les érudits se demandent depuis longtemps si le Bhagavata Purana a élargi la légende de Krishna dans le Vishnu Purana, ou si ce dernier a abrégé la version dans le premier, ou si les deux dépendaient de l'Harivamsa qui aurait été composé au cours du 1er millénaire de l'ère commune, .

### Sixième Amsa: Libération
Le dernier livre du Vishnu Purana est le plus court, avec 8 chapitres,. La première partie du sixième livre affirme que le Kali Yuga est vicieux, cruel et rempli de mal qui crée de la souffrance, pourtant « le Kali Yuga est excellent » car on peut refuser de rejoindre le mal, se consacrer à Vishnu et ainsi parvenir au salut.
Les derniers chapitres, du 6.6 au 6.7 du texte, traitent du yoga et de la méditation comme moyen de dévotion à Vishnu,. La dévotion contemplative, affirme le texte, est l'union avec le Brahman (âme suprême, réalité ultime), qui n'est réalisable qu'avec des vertus telles que la compassion, la vérité, l'honnêteté, le désintéressement, la retenue et les études saintes. Le texte mentionne cinq Yamas, cinq Niyamas, Pranayama et Pratyahara. L'âme pure et parfaite s'appelle Vishnu, déclare le texte, et l'absorption en Vishnu est la libération.
Le dernier chapitre 6.8 du texte s'affirme comme un « Vaishnava Purana impérissable. »

## Édition critique
Une édition critique du texte sanskrit du Visnu-purana a été publiée en deux grands volumes, 1997 et 1999. Une édition critique est préparée en comparant un certain nombre de manuscrits différents, en enregistrant leurs variantes de lecture dans des notes et en choisissant les meilleures lectures pour constituer le texte de l'édition critique. Il s'agit d'une édition critique à grande échelle, dans laquelle 43 manuscrits sanskrits ont été rassemblés et collationnés, et 27 ont été choisis parmi lesquels préparer l'édition sanskrite. C'est :
L'édition critique du Visnupuranam, éditée par MM Pathak, 2 vols. , Vadodara : Institut oriental, 1997, 1999,.
Tous les érudits citant des traductions de textes sanskrits sont censés se référer à l’original sanskrit, car les traductions sont inexactes. À partir de 1999, toute personne citant le Visnu-purana sera attendue pour faire référence à cette édition critique sanskrite.
Une traduction de l'édition critique a été publiée en 2021 sous le titre The Visnu Purana: Ancient Annals of the God with Lotus Eyes.

## Influences
Vishnu Purana est l'un des 18 principaux Puranas, et ces textes partagent de nombreuses légendes, probablement influencées les unes par les autres. Le cinquième chapitre du Vishnu Purana a probablement été influencé par le Mahabharata. De même, les versets sur les rites de passage et les ashramas (étapes) de la vie sont probablement tirés de la littérature du Dharmasutra. Rajendra Hazra, en 1940, a supposé que Vishnu Purana était ancien et a proposé que des textes tels que Apasthamba Dharmasutra lui en empruntent. Les érudits modernes tels qu'Allan Dahlaquist ne sont cependant pas d'accord et affirment que l'emprunt peut avoir été dans l'autre sens, des Dharmasutras vers le Purana.
D'autres chapitres, en particulier ceux des livres 5 et 6 du Vishnu Purana, ont des influences sur l'Advaita Vedanta et le Yoga,,. L'érudit théiste du Vedanta Ramanuja, selon Sucharita Adluri, a incorporé des idées du Vishnu Purana pour identifier le concept de Brahman dans les Upanishads avec Vishnu, fournissant ainsi un fondement védique à la tradition Srivaishnava.